# Jeremy Finello
Jeremy Finello (* 13. Mai 1992 in Meyrin, Kanton Genf) ist ein Schweizer Biathlet. Er startete seine Karriere für den französischen Verband, nimmt aber seit 2014 für sein Geburtsland an internationalen Wettkämpfen teil und startete bei den Olympischen Spielen 2018. Finello gehört seit Anfang der 2020er Jahre zu den schnellsten Läufern im Weltcup.

## Werdegang

### Anfänge für den französischen Verband
Jeremy Finello wuchs in Le Grand-Saconnex im Kanton Genf auf und betreibt seit seiner Kindheit Ausdauersportarten wie Leichtathletik und später auch Skilanglauf. Trotz seiner Schweizer Herkunft trat er als 14-Jähriger durch die Grenznähe dem französischen Team bei und baute in dieser Zeit eine Freundschaft mit dem gleichaltrigen Quentin Fillon Maillet auf. In der Saison 2009/10 gelang es ihm, mit einem Punkt Vorsprung auf Fillon Maillet die Gesamtwertung des Coupe de France in der Altersklasse U-19 zu gewinnen. Sein internationales Debüt gab Finello im Rahmen der Jugendweltmeisterschaften 2011 in Nové Město na Moravě, wo er im Einzel als Viertplatzierter nur um einen Rang eine Medaille verpasste. Mit der Staffel belegte er an der Seite von Florian Rivot und Quentin Fillon Maillet Rang acht. 2012 folgten in Haute-Maurienne die ersten Einsätze im IBU-Cup, in Canmore lief er als 14. des Einzels und 19. des Sprints sofort deutlich in die Punkteränge. Einige wenige Wettkämpfe bestritt Finello auch im Winter 2012/13 und lief einmal in die Top 30, weitere Rennteilnahmen für den französischen Verband blieben aus. Nachdem er im Laufe des Jahres sein Sportstudium in Villard-de-Lans abgeschlossen hatte, zog er zurück nach Genf und trat 2013 der Schweizer Biathlonmannschaft bei.

### Vermehrte Weltcupstarts
Zum Auftakt der Saison 2014/15 gab Finello in Östersund für den Schweizer Verband sein Debüt im Weltcup, dabei gewann er als 26. des Einzels sogleich erste Weltcuppunkte. Auch im Staffelrennen wurde er eingesetzt und belegte mit Ivan Joller, Benjamin Weger und Serafin Wiestner Rang elf. Daraufhin wurde der Schweizer in den IBU-Cup versetzt, wo er konstant in die Punkteränge lief und als Bestergebnis einen 17. Platz erzielte. Im folgenden Winter war er von Anfang an Teil des Weltcupteams, konnte aber die Vorleistungen nicht bestätigen und gewann lediglich einen einzigen Ranglistenpunkt. Seinen ersten Top-10-Platz in einem Staffelrennen erzielte Finello im Januar 2016 in Antholz, am Saisonende nahm er zudem erstmals an Weltmeisterschaften teil und wurde in Oslo 83. des Einzels und Zehnter mit der Staffel. Ähnliches zeigte der Schweizer auch in der Saison 2016/17: In Pyeongchang lief er zweimal in die Top 40 und nahm ohne grossen Erfolg an der WM teil. Der grösste Saisonerfolg kam aber am Arber zustande, als Finello hinter Alexander Loginow Rang zwei im Einzel belegte und damit sein erstes Podest im IBU-Cup feierte.

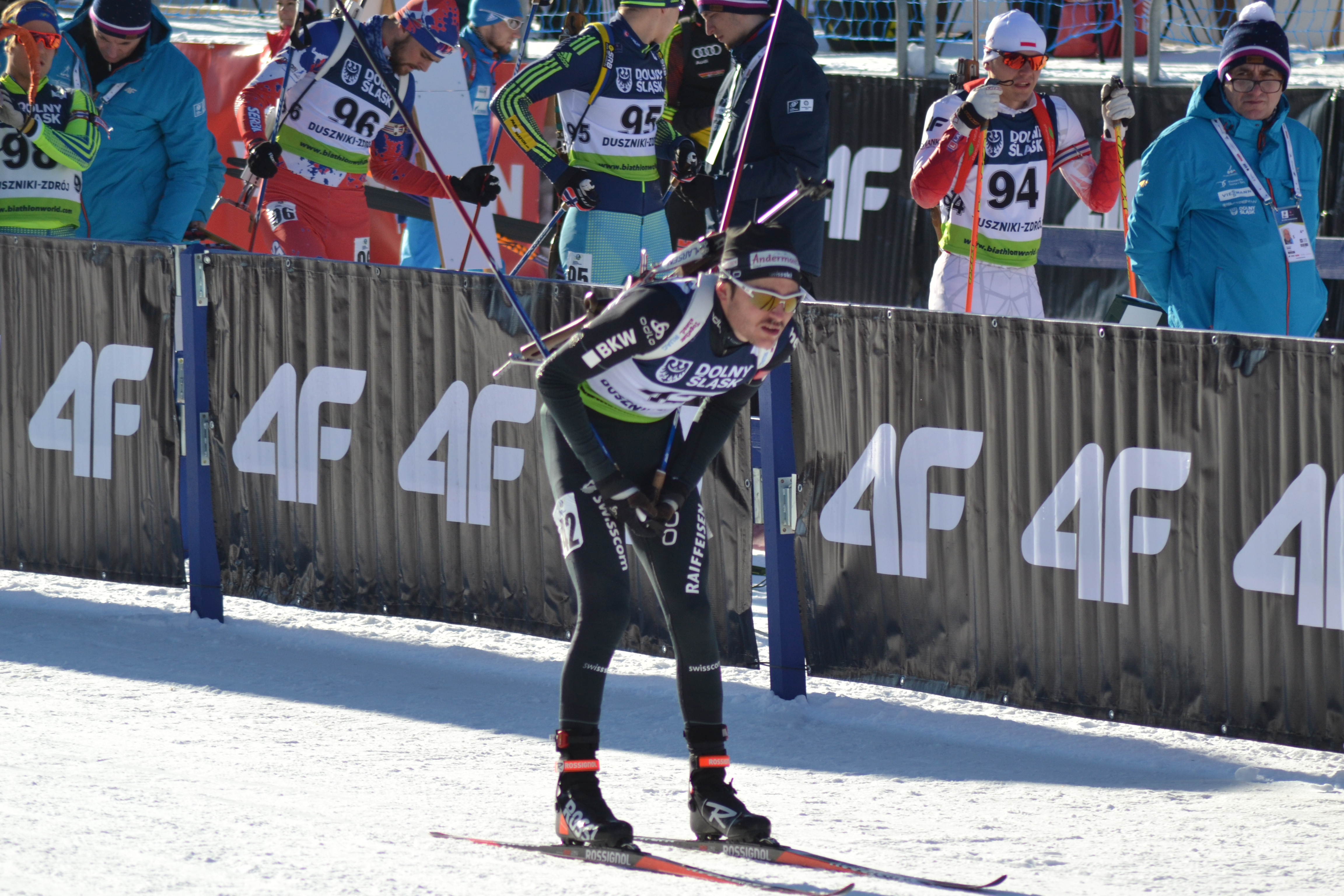
Zieleinlauf im Sprint der EM 2017

Im Winter 2017/18 erreichte Finello mit zwei siebten Plätzen seine bis dahin besten Resultate in Staffelrennen, ausserdem gelang es ihm in Le Grand-Bornand im Verfolgungswettkampf, erstmals in seiner Karriere zwanzig Scheiben zu treffen, womit er sich von Rang 54 auf 21 verbesserte. Einige weitere Punktgewinne verhalfen ihm in der Gesamtwertung bis auf den 55. Platz. Saisonhöhepunkt war aber sicherlich die Teilnahme an den Olympischen Winterspielen in Pyeongchang, in deren Verlauf weder in den Einzel- noch im Staffelrennen nennenswerte Ergebnisse heraussprangen. Mit einem überraschenden Ergebnis startete die Schweizer Mannschaft in die Saison 2018/19: Finello bestritt gemeinsam mit Elisa Gasparin, Lena Häcki und Benjamin Weger die Mixedstaffel und führte diese als Schlussläufer auf dem zweiten Rang über die Ziellinie. Dies war gleichzeitig das erste Podest einer Schweizer Mixedstaffel im Weltcup. Auch in den Individualrennen konnte er sich steigern: In Hochfilzen verbesserte sich der 27-Jährige im Verfolger bis auf Platz 15 und stellte damit sein bis heute bestes Weltcupergebnis auf, auch bei den Weltmeisterschaften überzeugte er und qualifizierte sich nach drei Ergebnissen unter den besten 40 für seinen ersten Massenstart, welchen er als 23. abschloss. Ganz anders verlief die Folgesaison, in der der Schweizer nach teils miserablen Ergebnissen Mitte Januar 2020 aus dem Weltcupkader genommen wurde und zunächst im IBU-Cup an den Start ging. Dort angekommen, wusste er in Martell zu überzeugen und gewann dank fehlerfreiem Schiessen mit dem Sprint seinen ersten IBU-Cup-Wettkampf.

### Stagnation trotz starker Laufzeiten
Im Sommer 2020 gelang Finello eine extreme Verbesserung seiner physischen Stärke und damit resultierend deutlich schnellere Streckenzeiten in den Wettkämpfen. Dies hatte allerdings schnell zur Folge, dass seine ohnehin nicht besonders gute Quote am Schiessstand einbrach und er seither keinen einzigen Wettkampf ohne Schiessfehler absolvieren konnte. Im Weltcupwinter 2020/21 zeigte er dennoch mehrfach auf und wurde beispielsweise sowohl in Antholz als auch bei den Weltmeisterschaften 17. im Einzelrennen. Nachdem er im November 2022 im ersten Wettkampf der neuen Saison Rang 57 belegt hatte, reiste Finello vom Wettkampfort ab. Bis in den Januar bestritt er keine Rennen, lief später lediglich drei IBU-Cup-Bewerbe sowie, als Ersatz für Benjamin Weger, die Staffel in Ruhpolding. Auch den eigentlich geplanten Start in Antholz musste der Schweizer zurückziehen, sodass er daraufhin die Saison beendete. Daraus resultierend bekam er auch keinen Startplatz bei den Olympischen Spielen 2022. Nach Ende der eigentlichen Saison zeigte er sich jedoch erholt, gewann, zeitgleich mit Weger, seinen ersten Schweizer Meistertitel und ergatterte darüber hinaus noch Bronze bei den nationalen Langlaufmeisterschaften über die 50-km-Langdistanz.
Nach dem Rücktritt Benjamin Wegers zum Ende der Vorsaison war Finello nun der erfahrenste Athlet im Schweizer Team. Seine Laufstärke sprang jedoch auch in der Saison 2022/23 nicht in nennenswerte Ergebnisse über. Seine besten Saisonresultate stellten Top-30-Platzierungen bei den Verfolgern auf der Pokljuka, in Le Grand-Bornand und bei den Weltmeisterschaften dar, in zwei der drei Rennen hatte er dabei die schnellste Kurszeit aller Athleten. Ebenfalls im Rahmen der Weltmeisterschaften kam Finello in der Staffel in Führung liegend zum Stehendschiessen und schoss, bei widrigen Bedingungen, vier Strafrunden, die Mannschaft erreichte am Ende noch Platz sechs. Im Winter 2023/24 verschlechterte sich seine Trefferquote nun auch im Liegendanschlag, womit er kaum noch konkurrenzfähig war. Seine besten Auftritte hatte er in Staffelrennen, so wurden die Schweizer Herren in Oberhof Fünfte, am Saisonende lief er in Canmore in Sprint und Verfolgung auf die Ränge 25 und 22. Deutlich besser begann Finello die Weltcupsaison 2024/25: Bis zum Jahreswechsel klassierte er sich in sechs von sieben Wettkämpfen in den Punkterängen, wurde in Hochfilzen 19. des Sprints und erreichte damit auch nach fast vier Jahren wieder einen Massenstart, den er als 22. abschloss. In Ruhpolding lief er mit Sebastian Stalder, Aita Gasparin und Lena Häcki-Groß zudem auf den vierten Rang im Mixedbewerb und damit zu seinem zweitbesten Staffelergebnis.

## Leistungen in den Teildisziplinen
Finello zählt zu den schnellsten Läufern im Weltcupfeld. Sein Bestwert datiert aus der Saison 2022/23, in welcher er 3,9 Prozentpunkte schneller als der Durchschnitt lief und dabei am Saisonende fünftschnellster Athlet des Feldes war. Die Tatsache, dass er trotz dieser Stärke noch kein aussergewöhnliches Ergebnis im Weltcup hat erreichen können, liegt an seiner besonders in den letzten Jahren sinkenden Trefferquote am Schiessstand. Lag der Schweizer im Winter 2017/18 noch bei einer Gesamtquote von 85 %, fiel dieser Wert bis auf ein Tief von 66 % in der Saison 2023/24, womit er unter allen regulär im Weltcup startenden Sportlern die niedrigste Zahl aufwies. Neben seiner schon länger andauernden Schwäche im Stehendanschlag kam dabei seit etwa 2020 noch zusätzlich ein Abwärtstrend im Liegendschiessen hinzu.

## Persönliches

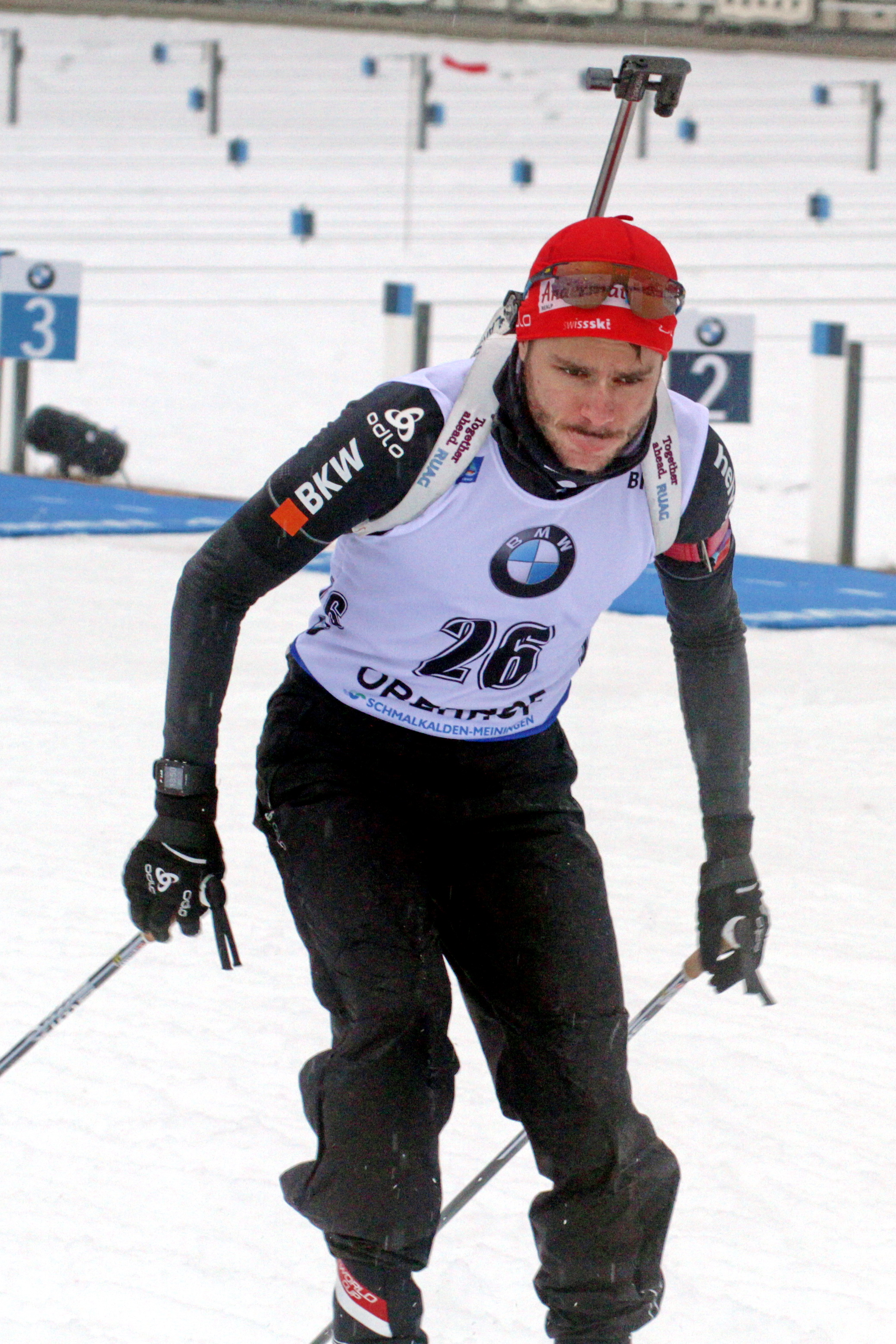
Finello im Januar 2018 in Oberhof

Finello lebt in Avully bei Genf. Er ist der einzige Athlet aus der französischsprachigen Schweiz im Weltcupkader und generell einer von sehr wenigen Romands der Schweizer Biathlonhistorie.

## Statistiken

### Weltcupplatzierungen
Die Tabelle zeigt alle Platzierungen (je nach Austragungsjahr einschliesslich Olympische Spiele und Weltmeisterschaften).
- 1.–3. Platz: Anzahl der Podiumsplatzierungen
- Top 10: Anzahl der Platzierungen unter den ersten zehn (einschliesslich Podium)
- Punkteränge: Anzahl der Platzierungen innerhalb der Punkteränge (einschliesslich Podium und Top 10)
- Starts: Anzahl gelaufener Rennen in der jeweiligen Disziplin
- Staffel: inklusive Mixed- und Single-Mixed-Staffeln

| Platzierung            | Einzel | Sprint | Verfolgung | Massenstart | Staffel | Gesamt |
| ---------------------- | ------ | ------ | ---------- | ----------- | ------- | ------ |
| 1. Platz               |        |        |            |             |         |        |
| 2. Platz               |        |        |            |             | 1       | 1      |
| 3. Platz               |        |        |            |             |         |        |
| Top 10                 |        |        |            |             | 31      | 31     |
| Punkteränge            | 7      | 19     | 16         | 3           | 58      | 103    |
| Starts                 | 24     | 59     | 28         | 3           | 58      | 172    |
| Stand: 21. Januar 2025 |        |        |            |             |         |        |

### Weltcupwertungen

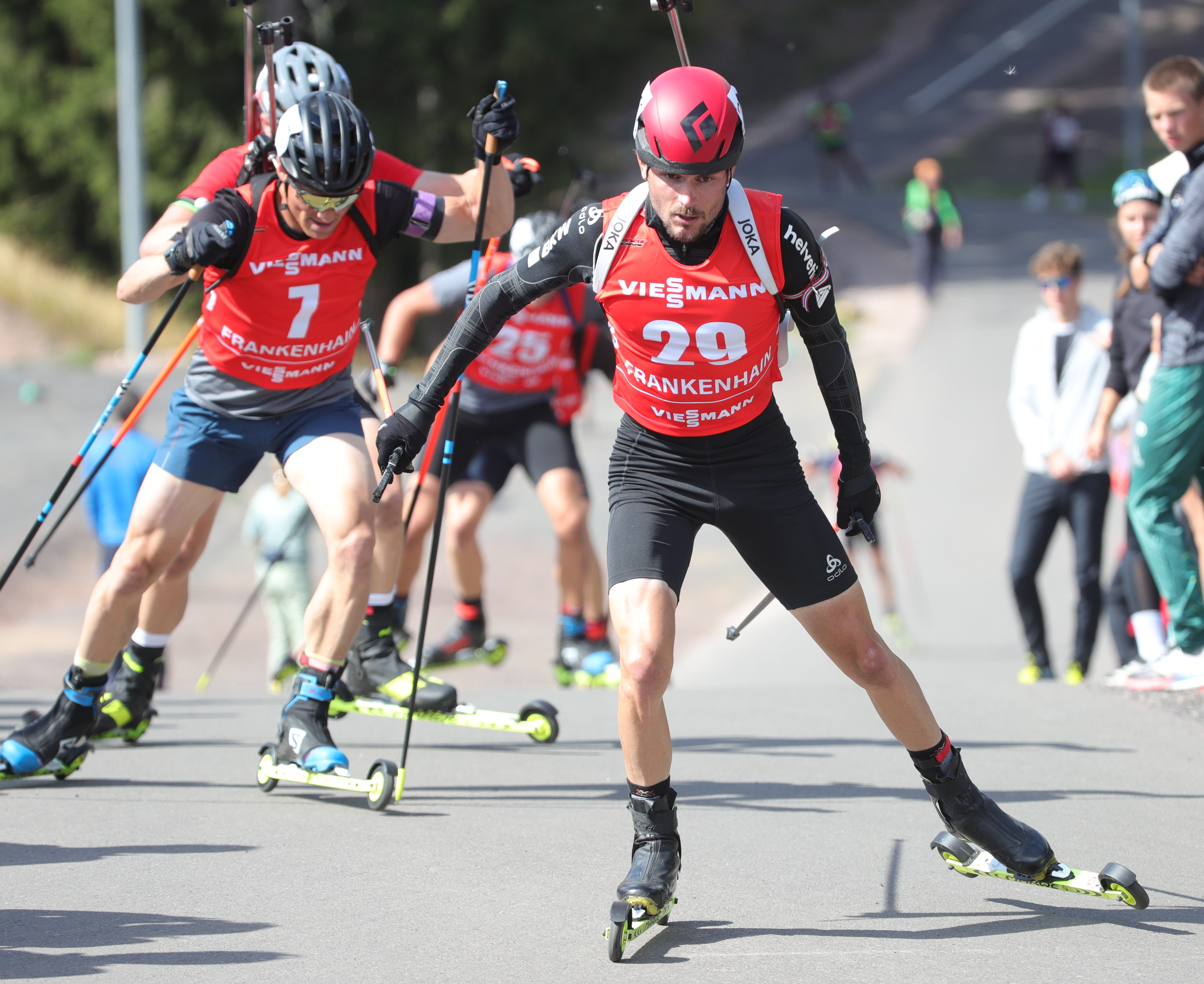
Finello bei den Deutschen Meisterschaften 2022

Ergebnisse bei Biathlon-Weltcups (Disziplinen- und Gesamtweltcup) gemäß Punktesystem
| Saison  | Einzel | Einzel | Sprint | Sprint | Verfolgung | Verfolgung | Massenstart | Massenstart | Gesamt | Gesamt |
| Saison  | Platz  | Punkte | Platz  | Punkte | Platz      | Punkte     | Platz       | Punkte      | Platz  | Punkte |
| ------- | ------ | ------ | ------ | ------ | ---------- | ---------- | ----------- | ----------- | ------ | ------ |
| 2014/15 | 48.    | 15     | –      | –      | –          | –          | –           | –           | 80.    | 15     |
| 2015/16 | 67.    | 1      | –      | –      | –          | –          | –           | –           | 105.   | 1      |
| 2016/17 | –      | –      | 82.    | 6      | 67.        | 10         | –           | –           | 81.    | 16     |
| 2017/18 | –      | –      | 69.    | 16     | 44.        | 44         | –           | –           | 55.    | 60     |
| 2018/19 | 30.    | 38     | 53.    | 36     | 45.        | 41         | 40.         | 16          | 45.    | 131    |
| 2019/20 | –      | –      | 61.    | 20     | –          | –          | –           | –           | 75.    | 20     |
| 2020/21 | 21.    | 48     | 61.    | 22     | 63.        | 13         | 45.         | 10          | 50.    | 93     |
| 2022/23 | 60.    | 5      | 68.    | 10     | 47.        | 28         | –           | –           | 59.    | 43     |
| 2023/24 | –      | –      | 47.    | 30     | 50.        | 20         | –           | –           | 54.    | 50     |

### Olympische Winterspiele
Ergebnisse bei Olympischen Winterspielen:
|                                             | Einzelwettbewerbe | Einzelwettbewerbe | Einzelwettbewerbe | Einzelwettbewerbe | Staffelwettbewerbe | Staffelwettbewerbe |
| Einzel                                      | Sprint            | Verfolgung        | Massenstart       | Herrenstaffel     | Mixedstaffel       |                    |
| ------------------------------------------- | ----------------- | ----------------- | ----------------- | ----------------- | ------------------ | ------------------ |
| Olympische Winterspiele 2018 \| Pyeongchang | 47.               | 63.               | –                 | –                 | 15.                | –                  |

### Biathlon-Weltmeisterschaften
Ergebnisse bei Weltmeisterschaften:
| Weltmeisterschaften | Weltmeisterschaften | Einzelwettbewerbe | Einzelwettbewerbe | Einzelwettbewerbe | Einzelwettbewerbe | Staffelwettbewerbe | Staffelwettbewerbe | Staffelwettbewerbe |
| Jahr                | Ort                 | Einzel            | Sprint            | Verfolgung        | Massenstart       | Herrenstaffel      | Mixedstaffel       | S.-M.-Staffel      |
| ------------------- | ------------------- | ----------------- | ----------------- | ----------------- | ----------------- | ------------------ | ------------------ | ------------------ |
| 2016                | Oslo                | 83.               | –                 | –                 | –                 | 10.                | –                  | nicht ausgetragen  |
| 2017                | Hochfilzen          | 63.               | 81.               | –                 | –                 | 16.                | –                  | nicht ausgetragen  |
| 2019                | Östersund           | 24.               | 32.               | 31.               | 23.               | 11.                | 11.                | –                  |
| 2020                | Antholz             | –                 | –                 | –                 | –                 | 11.                | –                  | –                  |
| 2021                | Pokljuka            | 17.               | 72.               | –                 | –                 | 11.                | 10.                | –                  |
| 2023                | Oberhof             | 45.               | 52.               | 28.               | –                 | 6.                 | –                  | –                  |
| 2024                | Nové Město          | 80.               | 46.               | DNF               | –                 | 14.                | –                  | –                  |

### Jugendweltmeisterschaften

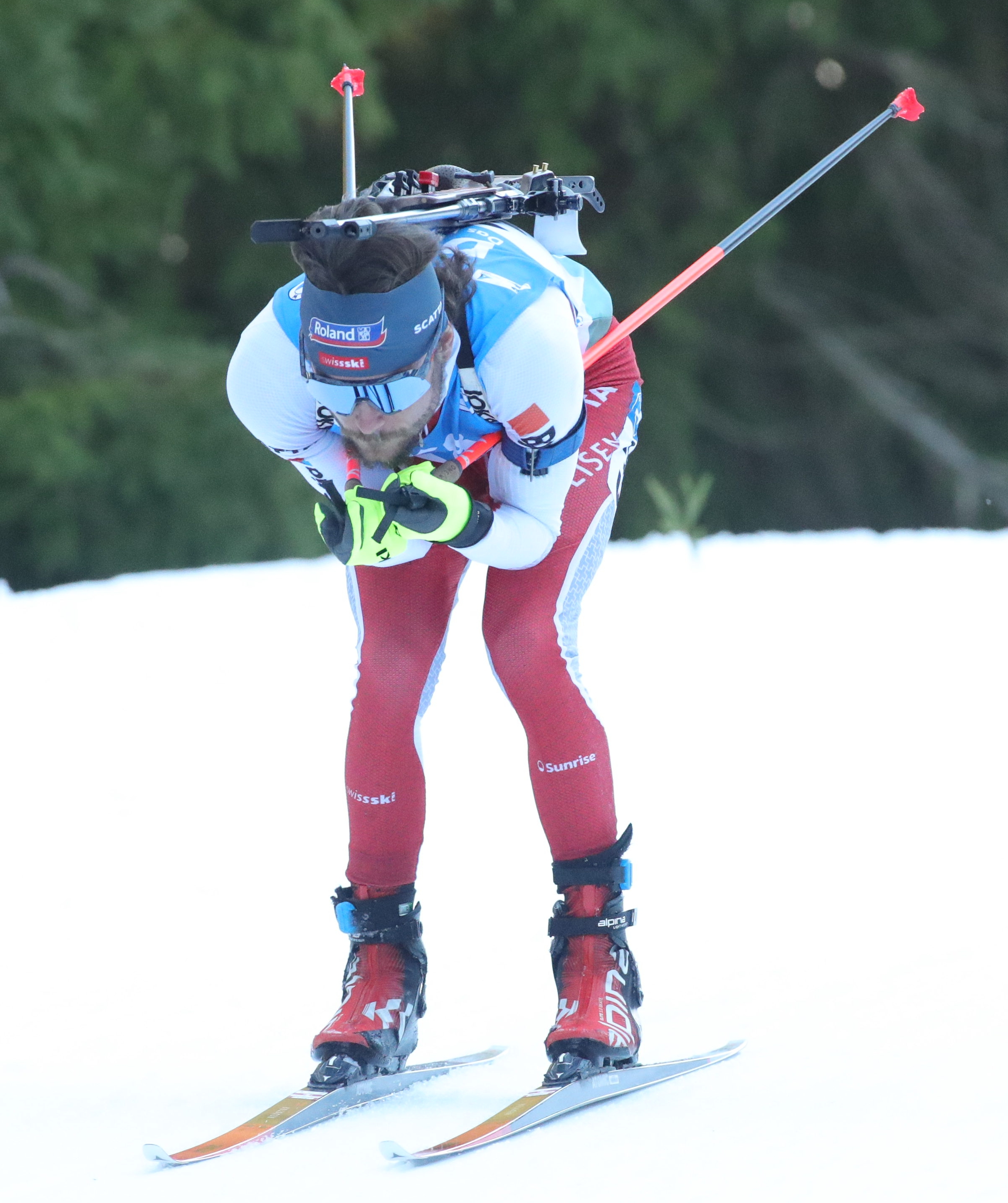
Finello im Einzel der WM 2023

Ergebnisse bei den Jugendweltmeisterschaften:
| Weltmeisterschaften | Weltmeisterschaften | Einzelwettbewerbe | Einzelwettbewerbe | Einzelwettbewerbe | Herrenstaffel |
| Jahr                | Ort                 | Einzel            | Sprint            | Verfolgung        | Herrenstaffel |
| ------------------- | ------------------- | ----------------- | ----------------- | ----------------- | ------------- |
| 2011                | Nové Město          | 4.                | 25.               | 18.               | 8.            |

### IBU-Cup-Siege
| Nr. | Datum         | Ort     | Disziplin |
| --- | ------------- | ------- | --------- |
| 1.  | 15. Feb. 2020 | Martell | Sprint    |